# Биски, Лотар
Ло́тар Би́ски (нем. Lothar Bisky; 17 августа 1941[…], Кожибе, Поморское воеводство — 13 августа 2013[…], Лейпциг) — немецкий политик, председатель ПДС (1993—2000 и 2003—2007). Депутат Европейского парламента. Президент Партии европейских левых (2007—2010).

## Биография

### В ГДР
До 1959 года проживал с родителями в ФРГ, в Шлезвиг-Гольштейне. В 18 лет самостоятельно переехал в Германскую Демократическую Республику, поскольку в ФРГ не имел возможности даже окончить школу из-за материального положения семьи. Изучал философию в Берлинском университете имени Гумбольдта и культурологию в Лейпцигском университете имени Карла Маркса. 
До 1979 года занимался научными исследованиями в Лейпциге. Затем получил назначения профессором Берлинского университета имени Гумбольдта, доцентом Академии общественных наук при ЦК СЕПГ. С 1986 г. — профессор Высшей школы кино и телевидения в Потсдаме, с 1986 по 1990 год был ректором.
В 1991 году он стал членом совета директоров регионального телеканала ORB.
В 1995 году было обнаружено, что Биски был информатором Штази. В записях Штази о его жене упоминалась его деятельность в качестве информатора. Последующие расследования показали, что Биски был зарегистрирован Штази под кодовым именем Бинерт между 1966 и 1970 годами и именем Клаус Хайне с 1987 года. Лотар Биски также был описан в записях Штази как надежный, что является наивысшим уровнем доверия для информатора.
Когда Биски получил повышение, Главное управление разведки, Штази опубликовало заявление, в котором Биски описывался как «надежный товарищ, который строго выполняет приказы и всегда честен с Министерством государственной безопасности».

### Партийная деятельность

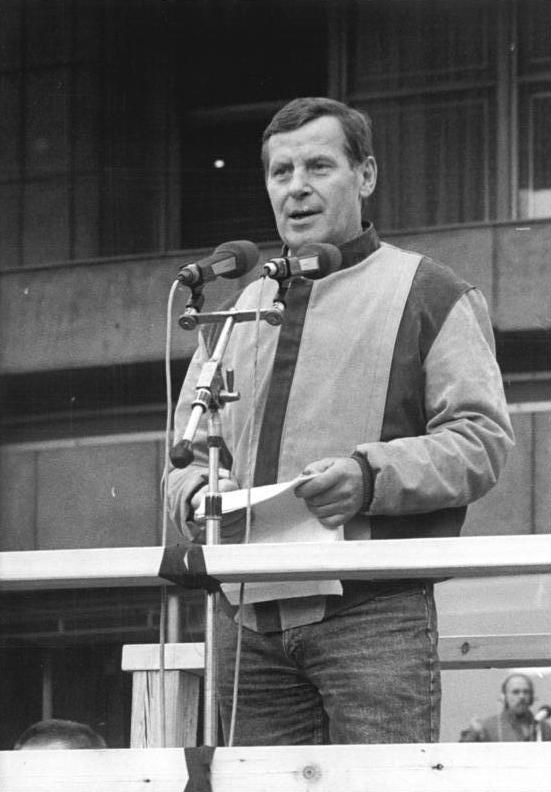
Биски выступает 4 ноября 1989 года.на демонстрации на Александерплац

Он являлся членом СЕПГ с 1963 года. С 1989 по 1991 год он был членом Президиума Правления ПДС, а с 1991 по 1993 год занимал должность земельного председателя ПДС в Бранденбурге. В 1990 году он был членом Народной палаты. После объединения Германии, стал депутатом парламента земли Бранденбург. В 2005 году он покинул данную должность.
Он был председателем ПДС с 1993 года до своей отставки в 2000 году. Позже он был переизбран председателем в 2003 году после того, как партия потеряла места в Бундестаге в 2002 году. Биски считался представителем умеренного, социал-демократического крыла партии и давним близким союзником самой видной фигуры партии Грегора Гизи. Его часто ценили за его способность вести содержательные дискуссии между партиями с совершенно противоположными точками зрения, будь то внутри его собственной партии или на мероприятиях в СМИ с другими группами.
Партия вернулась в Бундестаг после выборов 2005 года. Биски был одним из 54 левых депутатов, был выдвинут своей партией на пост одного из шести вице-президентов Бундестага. Он пытался баллотироваться в вице-президентов Бундестага четыре раза, но все попытки были неудачными.
С 2005 по 2009 год он был депутатом бундестага. В 2009 году был избран депутатом Европарламента. На данной должности пробыл до конца жизни.
С апреля 2007 года — издатель социалистической газеты Neues Deutschland.
Лотар Биски умер в Лейпциге в августе 2013 года, после падения с лестницы в своей квартире.

## Семья и дети
Лотар Биски был женат на Альмут Хокке (1943—2016) и имел троих сыновей. Его старший сын, Йенс Биски, был журналистом и писателем, а второй, Норберт, немецкий художник. Его младший сын, Стефан, умер в конце 2008 года, во время работы над своей докторской диссертацией по нейроинформатике в Эдинбургском университете.